# Sistema de Trens Urbanos de João Pessoa
O Sistema de Trens Urbanos de João Pessoa é o sistema de trens metropolitanos da Região Metropolitana de João Pessoa. É operado pela Companhia Brasileira de Trens Urbanos (CBTU) através da Superintendência de Trens Urbanos de João Pessoa.
É composta atualmente por 13 estações em uma única linha de 30 quilômetros de extensão, que interliga os municípios de Santa Rita, Bayeux, João Pessoa e Cabedelo, transportando uma média de 7 mil passageiros por dia.

## História

### Período Imperial (1871-1889)
Em 15 de novembro de 1871, a Princesa Isabel assinou o decreto nº 4838, concedendo aos conselheiros Diogo Velho Cavalcanti de Albuquerque, deputado geral Anísio Salatiel Carneiro da Cunha e André Rebouças, o privilégio de construir e explorar a estrada de ferro Conde D’Eu, ligando a sede da Província à vila de Alagoa Grande, com ramais para as de Ingá e Independência (antigo nome da cidade de Guarabira). Essa concessão não foi adiante.
No ano de 1880 a concessão é entregue a Companhia Estrada de Ferro Conde D’Eu, do Brasil Imperial que dá início à construção de um trecho de 40 km ligando João Pessoa à localidade de Entroncamento, em Sapé, que foi inaugurado em 1881. Em Entroncamento a estrada de ferro se bifurcava, sendo que ao norte foram construídos os trechos de Mulungu, em 1882, Guarabira em 1884, prosseguindo para Nova Cruz, no Rio Grande do Norte e daí, até a capital do estado do Rio Grande do Norte, Natal. O trecho sul chegou apenas em Pilar, em 1883. A ligação entre a capital do estado, Parahyba do Norte (atual João Pessoa) com o porto de Cabedelo, se deu em 1889 com a construção de um trecho de 35 km. Nesse mesmo ano acontece proclamação da república, parando os trabalhos de construção da estrada de ferro.

### Great Western Railway (1901-1957)
O governo republicano administrou a estrada de ferro por onze anos, e retomou as obras construindo em 1901 o trecho Mulungu a Alagoa Grande com aproximadamente 36 km de extensão. Em julho do mesmo ano, o governo republicano arrendou a ferrovia para a companhia inglesa Great Western Railway (que atuava no país desde 1873, em Pernambuco), que ampliou o trecho sul de Pilar a Timbaúba e completou o trecho norte de Guarabira a Nova Cruz, no Rio Grande do Norte. No ano de 1907 a Great Western Railway chega a Campina Grande.

### Reestatização e administração pelaRFFSA(1957-1982)
Em 1957 termina a concessão da Great Western Railway, e o governo cria a Rede Ferroviária Federal, que administra o sistema com trens de longo percurso, abandonando o trecho urbano de João Pessoa. Em 1982 a maior parte das ferrovias do estado é desativada.

### Criação daCBTU(1984-Atualmente)
O sistema de trens urbanos para transporte de passageiros foi reativado na Paraíba, e em 22 de fevereiro de 1984, surgiu à Companhia Brasileira de Trens Urbanos (CBTU) com o Decreto-lei nº 89.396, vinculada à Secretaria Nacional de Transportes do Ministério dos Transportes que administra o trem urbano de João Pessoa. Em 1996 o governo federal privatizou o transporte de carga atualmente operado pela Companhia Ferroviária do Nordeste. Em 2007 a RFFSA é extinta. Atualmente o sistema de trens urbanos de João Pessoa opera apenas 30 km em bitola métrica.

## Características do Sistema
Este sistema atualmente possui 30,03 km de extensão, dividido em uma única linha e é servido por 13 estações. Os veículos deste sistema possuem uma velocidade comercial de 30 km/h. A bitola é métrica em via singela e os trens são movidos a diesel.

### Tabela do Sistema
| Terminais             | Inauguração      | Comprimento (km) | Estações | Duração das viagens (min) | Funcionamento                   |
| --------------------- | ---------------- | ---------------- | -------- | ------------------------- | ------------------------------- |
| Santa Rita ↔ Cabedelo | A partir de 1984 | 30               | 13       | 56                        | Diariamente, das 04:30 às 19:30 |

### Estações
| Nome              | Município   | Latitude     | Longitude     | Acessibilidade |
| ----------------- | ----------- | ------------ | ------------- | -------------- |
| Santa Rita        | Santa Rita  | 7° 7' 29" S  | 34° 58' 48" O | desconhecido   |
| Várzea Nova       | Santa Rita  | 7° 7' 12" S  | 34° 57' 20" O | sim            |
| Bayeux            | Bayeux      | 7° 7' 38" S  | 34° 55' 40" O | sim            |
| Alto do Mateus    | João Pessoa | 7° 7' 48" S  | 34° 54' 45" O | sim            |
| Ilha do Bispo     | João Pessoa | 7° 7' 37" S  | 34° 54' 4" O  | sim            |
| João Pessoa       | João Pessoa | 7° 6' 54" S  | 34° 53' 26" O | sim            |
| Mandacarú         | João Pessoa | 7° 5' 59" S  | 34° 51' 49" O | sim            |
| Renascer          | Cabedelo    | 7° 4' 30" S  | 34° 51' 18" O | sim            |
| Jacaré            | Cabedelo    | 7° 2' 10" S  | 34° 51' 1" O  | sim            |
| Poço              | Cabedelo    | 7° 1' 9" S   | 34° 50' 29" O | sim            |
| Jardim Camboinha  | Cabedelo    |              |               | sim            |
| Jardim Manguinhos | Cabedelo    | 6° 59' 25" S | 34° 49' 57" O | sim            |
| Cabedelo          | Cabedelo    | 6° 58' 27" S | 34° 50' 8" O  | desconhecido   |

### Frota
Este sistema conta atualmente com uma frota de 4 locomotivas ALCo, diesel de bitola métrica e 24 carros Pidner, semelhantes aos dos sistemas de Maceió, Natal e Rio de Janeiro compostas por aço carbono formando duas composições que realizam 28 viagens diárias.
| Modelo/Série | Potência (kW) | Bitola (m) | Fabricante | Origem | Ano de Fabricação | Adquirente Inicial | Frota Ativa | Frota Inativa | Frota Total |
| ------------ | ------------- | ---------- | ---------- | ------ | ----------------- | ------------------ | ----------- | ------------- | ----------- |
| RSD-8/6000*  | 671           | 1,00       | ALCO       | EUA    | 1958              | RFFSA              | 3           | 1             | 4           |
| UC**         | ---           | 1,00       | Pidner     | Brasil | 1978              | ---                | 16          | 8             | 24          |
| Mobile 3     | 2x338         | 1,00       | Bom Sinal  | Brasil | 2008              | ---                | 5           | 0             | 5           |
| TOTAL        |               |            |            |        |                   |                    | 24          | 9             | 33          |

(*) Locomotivas • (**) Carros de Passageiros

## Projetos
Um projeto de modernização do sistema começou em 2014 e, atualmente (2018), está em andamento. Foram adquiridas cinco unidades do VLT mobile 3, semelhantes as dos VLTs de Maceió, Recife e Natal, e mais três composições entrarão em operação até 2020. Além disso, quatro novas estações estão planejadas para serem construídas.

## Tarifa
- Normal - R$ 2,50[15]

## Passageiros transportados
| Ano                              | Passageiros | Ano  | Passageiros | Ano  | Passageiros | Ano  | Passageiros | Ano  | Passageiros |
| -------------------------------- | ----------- | ---- | ----------- | ---- | ----------- | ---- | ----------- | ---- | ----------- |
| 1987                             | 3 022 000   | 1995 | 1 722 000   | 2003 | 2 050 000   | 2011 | 2 273 000   | 2019 | 2 138 000   |
| 1988                             | 3 161 000   | 1996 | 1 583 000   | 2004 | 2 131 600   | 2012 | 2 129 000   | 2020 | 944 000     |
| 1989                             | 3 132 000   | 1997 | 1 236 000   | 2005 | 2 386 000   | 2013 | 1 818 000   | 2021 | 1 178 000   |
| 1990                             | 2 699 000   | 1998 | 939 000     | 2006 | 2 591 000   | 2014 | 1 643 000   | 2022 | 1 391 000   |
| 1991                             | 2 654 000   | 1999 | 1 084 000   | 2007 | 2 874 000   | 2015 | 1 949 623   | 2023 | 1 010 000   |
| 1992                             | 1 956 000   | 2000 | 1 325 000   | 2008 | 3 138 000   | 2016 | 1 734 997   |      |             |
| 1993                             | 2 362 000   | 2001 | 1 399 000   | 2009 | 2 890 000   | 2017 | 1 991 387   |      |             |
| 1994                             | 2 002 000   | 2002 | 1 442 000   | 2010 | 2 809 000   | 2018 | 2 002 000   |      |             |
| Fonte: Relatórios Anuais da CBTU |             |      |             |      |             |      |             |      |             |

| Passageiros transportados por ano (1987-2023) |
|                                               |